# Aleksandr Bol'šunov
Aleksandr Aleksandrovič Bol'šunov (in russo Александр Александрович Большунов?; Podyvot'e, 31 dicembre 1996) è un fondista russo, campione olimpico nella 50 km, nello skiathlon e nella staffetta a Pechino 2022.
Con 24 vittorie in gare di distanza nel circuito di Coppa del Mondo, è il fondista in attività con il maggior numero di affermazioni in questo format di gara. Detiene inoltre il record assoluto di trofei di Coppa del Mondo di distanza consecutivi essendosi aggiudicato il premio dal 2019 al 2021.

## Biografia
Ha esordito ai Campionati mondiali a Lahti 2017, dove si è classificato 26º nella sprint e 15º nello skiathlon, e in Coppa del Mondo l'8 marzo 2017 a Drammen (7º). Ha ottenuto il primo podio in Coppa del Mondo il 26 novembre successivo a Kuusamo (3º); ai XXIII Giochi olimpici invernali di Pyeongchang 2018, sua prima presenza olimpica, ha vinto la medaglia d'argento nella 50 km, nella sprint a squadre e nella staffetta e quella di bronzo nella sprint. Il 16-18 marzo 2018 ha ottenuto a Falun, nelle Finali della Coppa del Mondo 2018, la sua prima vittoria nel massimo circuito internazionale.
Ai Mondiali di Seefeld in Tirol ha vinto la medaglia d'argento nella 50 km, nello skiathlon, nella sprint a squadre e nella staffetta ed è stato 8º nella 15 km e 11º nella sprint; in quella stessa stagione 2018-2019 ha vinto la Coppa del Mondo di distanza e si è classificato al 2º posto nella classifica generale di Coppa del Mondo, preceduto dal vincitore Johannes Høsflot Klæbo di 100 punti, mentre in quella successiva ha vinto sia la Coppa del Mondo generale sia quella di distanza.
Ai Mondiali di Oberstdorf 2021 ha vinto la medaglia d'oro nello skiathlon, quella d'argento nella 50 km e nella staffetta, quella di bronzo nella sprint a squadre e si è classificato 4º sia nella 15 km sia nella sprint; in quella stessa stagione 2020-2021 ha nuovamente vinto sia la Coppa del Mondo generale, sia quella di distanza. Ai XXIV Giochi olimpici invernali di Pechino 2022 ha vinto la medaglia d'oro nella 50 km, nello skiathlon e nella staffetta, quella d'argento nella 15 km e quella di bronzo nella sprint a squadre.

## Palmarès

### Olimpiadi
- 9 medaglie:
  - 3 ori (50 km, skiathlon, staffetta a Pechino 2022)
  - 4 argenti (50 km, sprint a squadre, staffetta a Pyeongchang 2018; 15 km a Pechino 2022)
  - 2 bronzi (sprint a Pyeongchang 2018; sprint a squadre a Pechino 2022)

### Mondiali
- 8 medaglie:
  - 1 oro (skiathlon a Oberstdorf 2021)
  - 6 argenti (50 km, skiathlon, sprint a squadre, staffetta a Seefeld in Tirol 2019; 50 km, staffetta a Oberstdorf 2021)
  - 1 bronzo (sprint a squadre a Oberstdorf 2021)

### Mondiali juniores
- 1 medaglia:
  - 1 argento (staffetta a Râșnov 2016)

### Coppa del Mondo
- Vincitore della Coppa del Mondo di sci di fondo nel 2020 e nel 2021
- Vincitore della Coppa del Mondo di distanza nel 2019, nel 2020 e nel 2021
- 38 podi (34 individuali, 4 a squadre):
  - 21 vittorie (20 individuali, 1 a squadre)
  - 8 secondi posti (6 individuali, 2 a squadre)
  - 9 terzi posti (8 individuali, 1 a squadre)

#### Coppa del Mondo - vittorie
| Data                            | Località                           | Nazione         | Specialità                |
| ------------------------------- | ---------------------------------- | --------------- | ------------------------- |
| 4 marzo 2018                    | Lahti                              | Finlandia       | 15 km TC                  |
| 16-18 marzo 2018                | Falun                              | Svezia          | Finali                    |
| 24 novembre 2018                | Kuusamo                            | Finlandia       | SP TC                     |
| 25 novembre 2018                | Kuusamo                            | Finlandia       | 15 km TC                  |
| 17 febbraio 2019                | Cogne                              | Italia          | 15 km TC                  |
| 9 marzo 2019                    | Oslo                               | Norvegia        | 50 km TC MS               |
| 17 marzo 2019                   | Falun                              | Svezia          | 15 km TL                  |
| 7 dicembre 2019                 | Lillehammer                        | Norvegia        | 30 km ST                  |
| 28 dicembre 2019 5 gennaio 2020 | Lenzerheide Dobbiaco Val di Fiemme | Svizzera Italia | Tour de Ski               |
| 18 gennaio 2020                 | Nové Město na Moravě               | Rep. Ceca       | 15 km TL                  |
| 19 gennaio 2020                 | Nové Město na Moravě               | Rep. Ceca       | 15 km TC PU               |
| 25 gennaio 2020                 | Oberstdorf                         | Germania        | 30 km ST                  |
| 9 febbraio 2020                 | Falun                              | Svezia          | 15 km TL                  |
| 8 marzo 2020                    | Oslo                               | Norvegia        | 50 km TC MS               |
| 13 dicembre 2020                | Davos                              | Svizzera        | 15 km TL                  |
| 20 dicembre 2020                | Dresda                             | Germania        | TS TL (con Gleb Retivych) |
| 1º gennaio 2021 10 gennaio 2021 | Val Müstair Dobbiaco Val di Fiemme | Svizzera Italia | Tour de Ski               |
| 29 gennaio 2021                 | Falun                              | Svezia          | 15 km TL                  |
| 30 gennaio 2021                 | Falun                              | Svezia          | 15 km TC MS               |
| 13 marzo 2021                   | Engadina                           | Svizzera        | 15 km TC MS               |
| 28 novembre 2021                | Kuusamo                            | Finlandia       | 15 km TL PU               |

Legenda:

TC = tecnica classica

TL = tecnica libera

SP = sprint

TS = sprint a squadre

MS = partenza in linea

PU = inseguimento

ST = skiathlon

#### Coppa del Mondo - competizioni intermedie
- Vincitore delle Finali nel 2018; vincitore del Tour de Ski nel 2020 e nel 2021
- 25 podi di tappa:
  - 8 vittorie
  - 7 secondi posti
  - 10 terzi posti

##### Coppa del Mondo - vittorie di tappa
| Data             | Località      | Nazione  | Competizione | Specialità  |
| ---------------- | ------------- | -------- | ------------ | ----------- |
| 17 marzo 2018    | Falun         | Svezia   | Finali       | 15 km TC MS |
| 1º gennaio 2020  | Dobbiaco      | Italia   | Tour de Ski  | 15 km TC PU |
| 20 febbraio 2020 | Meråker       | Norvegia | Ski Tour     | 34 km TL MS |
| 2 gennaio 2021   | Val Müstair   | Svizzera | Tour de Ski  | 15 km TC MS |
| 3 gennaio 2021   | Val Müstair   | Svizzera | Tour de Ski  | 15 km TL PU |
| 5 gennaio 2021   | Dobbiaco      | Italia   | Tour de Ski  | 15 km TL    |
| 6 gennaio 2021   | Dobbiaco      | Italia   | Tour de Ski  | 15 km TC PU |
| 8 gennaio 2021   | Val di Fiemme | Italia   | Tour de Ski  | 15 km TC MS |

Legenda:

TC = tecnica classica

TL = tecnica libera

PU = inseguimento

MS = partenza in linea